# Habenaria rodeiensis
Habenaria rodeiensis é uma espécie de planta do gênero Habenaria e da família Orchidaceae.

## Taxonomia
A espécie foi descrita em 1882 por João Barbosa Rodrigues.
Os seguintes sinônimos já foram catalogados:
- Habenaria carvalhoi  Ruschi
- Habenaria corcovadensis  Kraenzl.
- Bertauxia rodeiensis  (Barb.Rodr.) Szlach.

## Forma de vida
É uma espécie terrícola e herbácea.

## Conservação
A espécie faz parte da Lista Vermelha das espécies ameaçadas do estado do Espírito Santo, no sudeste do Brasil. A lista foi publicada em 13 de junho de 2005 por intermédio do decreto estadual nº 1.499-R.

## Distribuição
A espécie é encontrada nos estados brasileiros de Amazonas, Bahia, Distrito Federal, Espírito Santo, Goiás, Minas Gerais, Paraná, Rio de Janeiro, Santa Catarina e São Paulo.
A espécie é encontrada nos  domínios fitogeográficos de Floresta Amazônica, Cerrado e Mata Atlântica, em regiões com vegetação de áreas antrópicas e  campo limpo.